# Карйил
Карйи́л (рос. Карйыл) — присілок в Балезінському районі Удмуртії, Росія.

## Населення
Населення — 6 осіб (2010; 6 в 2002).
Національний склад станом на 2002 рік:
- удмурти — 100 %